# Пјана ла Фара (Кјети)
Пјана ла Фара (итал. Piana la Fara) је насеље у Италији у округу Кјети, региону Абруцо.
Према процени из 2011. у насељу је живело 224 становника. Насеље се налази на надморској висини од 77 м.